# Distrito de Garhwa
Garhwa (en hindi; गढवा जिला) es un distrito de la India en el estado de Jharkhand. Código ISO: IN.JK.GA.
Comprende una superficie de 4 064 km².
El centro administrativo es la ciudad de Garhwa.

## Demografía
Según censo 2011 contaba con una población total de 1 322 387 habitantes, de los cuales 638 403 eran mujeres y 683 984 varones.